# Полоз, Пётр Варнавович
Пётр Варна́вович По́лоз (19 января [1 февраля] 1913, Митрофановка, Херсонская губерния — 3 мая 1963) — командир авиаэскадрильи 69-го истребительного авиационного полка (Отдельная Приморская армия), подполковник (1947). В 1942 году Петру Полозу было присвоено звание Героя Советского Союза, однако в 1962 году он совершил убийство двух человек, за что был приговорён к расстрелу и в 1963 году лишён звания Героя и других наград.

## Биография
Родился 19 января (1 февраля) 1913 года в селе Митрофановка (современная Кировоградская область Украины). Украинец. Окончил 5 классов начальной школы, школу фабрично-заводского ученичества в городе Енакиево, там встретил свою первую любовь — Марию. В 1937 году родился сын Олег.
С августа 1935 года начал служить в армии. После окончания в 1936 году Луганской военной авиационной школы лётчиков служил в строевых частях ВВС в Забайкальском военном округе. В июле — августе 1939 года участвовал в боях на Халхин-Голе, сбил японский самолёт, за что был награждён орденом Ленина.
В 1940 году Пётр Полоз окончил Липецкие высшие авиационные курсы усовершенствования, после чего продолжал службу в строевых частях ВВС в Одесском военном округе. Участвовал в Великой Отечественной войне, с июня 1941 года по июнь 1942 года служил командиром авиаэскадрильи 69-го истребительного авиационного полка (Южный фронт, Отдельная Приморская армия). Участвовал в обороне Одессы. За время войны совершил несколько десятков боевых вылетов на истребителе И-16, лично сбил несколько самолётов. Был ранен в ногу. За мужество и героизм, проявленные в боях с немецко-фашистскими захватчиками, старшему лейтенанту Петру Варнавовичу Полозу указом Президиума Верховного Совета СССР от 10 февраля 1942 года присвоено звание Героя Советского Союза с вручением ордена Ленина и медали «Золотая Звезда» (№ 983).
В июне 1942 года — январе 1943 года служил лётчиком-инспектором по технике пилотирования ВВС Московского военного округа, в январе — марте 1943 года — лётчиком-инспектором по технике пилотирования 7-й воздушной армии (Карельский фронт), в марте 1943 года — мае 1945 года — лётчиком-инспектором Главного управления боевой подготовки ВВС Красной армии. По неподтверждённым документально данным, за время войны лично сбил 12 самолётов противника.
После окончания войны Пётр Полоз продолжил службу в Главном управлении боевой подготовки фронтовой авиации ВВС. В июле 1947 года в звании подполковника вышел в отставку, жил в Киеве.

## Уголовное дело
В июле 1962 года застрелил приглашённых им в гости Фомичёва (начальника личной охраны Н. С. Хрущёва) и его жену. По словам адвоката Полоза, истинные мотивы и причины содеянного остались неизвестными. 7 декабря 1962 года осуждён Киевским областным судом по ст. 93 п. «г» УК УССР (умышленное убийство) и приговорён к высшей мере наказания. Расстрелян 3 мая 1963 года. Указом Президиума Верховного Совета СССР от 19 июля 1963 года посмертно лишён звания Героя Советского Союза и всех наград.

## Награды
За годы службы Пётр Полоз был награждён следующими наградами (в 1963 году был лишён всех наград и почётных званий):
- Медаль «Золотая Звезда» (№ 983) Героя Советского Союза (10.02.1942)[4]
- Орден Ленина (10.02.1942)[4]
- Орден Ленина (29.08.1939)[4]
- Орден Красного Знамени (05.11.1941)[4]
- Орден Отечественной войны 1-й степени (27.04.1945)[4]
- Медаль За боевые заслуги (06.05.1946)[4]
- Медаль За оборону Одессы (22.12.1942)[4]
- Медаль За победу над Германией в Великой Отечественной войне 1941—1945 гг. (09.05.1945)[4]
- Медаль За взятие Берлина
- Медаль За освобождение Праги